# Wesoła (Kobyla Góra)
Wesoła – część wsi Kobyla Góra w Polsce położona w województwie wielkopolskim, w powiecie ostrzeszowskim, w gminie Kobyla Góra.